# カナダケシ
カナダケシ（Sanguinaria canadencis サンギナリア カナデンシス）は、ケシ科カナダケシ（サンギナリア）属の多年生草本である。
赤色 - 橙色の根茎から地上部へは、葉の表は緑だが、裏や葉脈は白く、白い葉柄を持つひとつの単葉を出し、内側に包むように一本の白い花茎を伸ばし、白色 - まれに桃色の花を開く。八重咲きの株も見られる。葉の形状はほぼ円形で、中裂の切れ込みを複数、裂片部に鋸歯があり、タケニグサ、マルバタケニグサの葉を小形にしたような形だが、葉の裏には毛は生えていないので、葉の状態はタケニグサよりも、ケナシチャンパギクに似ている。ただし、葉の形自体は円形に近いので、マルバタケニグサの葉の形に近い。
このカナダケシも植物体に傷が付くと、タケニグサ属の植物と同じように、橙色の乳汁が滲出する。タケニグサの乳汁の成分と同じであり、学名の由来であるサンギナリンが含まれる。その乳汁に含まれる成分自体も医薬品の原料などにもなるが、そのままでは有毒成分として働く。

## 別名、英名
このカナダケシの根茎の色合いが赤 - 橙色であり、植物体を傷付けた場合に、有毒物質で赤 - 橙色のサンギナリンを含むため、橙色の有毒な乳汁を出すことから、別名に「血の茎」または「血根草」の名称があり、英名では「Blad Route（ブラッド ルート）｣という。日本の園芸植物販売店、フラワーショップでは日本名ではなく、学名の種小名の「サンギナリア」または、学名の「サンギナリアカナデンシス」の名称で販売されている。野草、山草販売店でのみ日本名の｢カナダケシ｣の名で販売されて居る。知らない人は、同じ植物と気付かない場合もある。

## 増殖
カナダケシは種子が実るのは少ないが、地下に根茎を持つことで、数年其の地で生育すれば根茎が地上へ1つ以上の芽を出し、殖えることができる「栄養繁殖」が行われる。地上部は1つの芽から葉と花が1つずつではあるが、地下ではそれぞれが別個体でなく繋がっていることが多く見られる。但し、ハスやドクダミのような地下茎ではなく、またイチゴのような匍匐枝でもない種類のものである。同じケシ科の植物で、日本原産のタケニグサやケナシチャンパギク、マルバタケニグサ(Macleaya cordata～)の根茎とよく似ており、中国大陸原産の小果博落廻（Macleaya microkalpa）とも根茎がよく似ている。

## 利用
カナダの国花に認定されている美しい花で、草花農家で栽培されて、園芸店や山野草販売店で販売されており、花壇や鉢植えで家庭で栽培されている。園芸店での商品名は学名からの種小名のサンギナリアや、学名のサンギナリアカナデンシスの名で、山野草販売店ではカナダケシの名で販売されていることが多い。
薬用植物でもあるが、植物体を傷付けた時に滲出する乳汁中に、麻酔薬の成分でもありケシ科の植物に特有であるモルヒネ類似物質のアヘンアルカロイドであるプロトピン、サンギナリンなどのイソキノリンアルカロイドを多量に含む有毒植物でもある。花を除虫菊のように蚊取り線香の原料に使用する。去痰剤としてアメリカ合衆国で処方されていたが、量が正しくないと、悪心で激しい嘔吐が続くといった副作用がある。皮膚癌に効能があることが判明し、皮膚癌の治療薬として研究されている。

## 園芸品種
カナダケシは北アメリカ大陸の北東部での、林床部分に自生していたが、栽培しやすくされ、ときに現れていた桃色を帯びていた花色を固定して、必ず花が咲く場合の花色は、桃色の花を着けるように品種改良され、八重咲きであった株も固定化され、園芸品種とされている。
ケシ科の植物であるので有毒成分が含まれるが、そのままの状態で販売されている。水仙やヒヤシンス、スズラン、万年青など強毒性の園芸植物は数多くあるので、子供やペットが触ってちぎって、乳汁が出ているものをやたらに触ったり、口に入れたりしないように注意をし、子供にも強い毒性を持つと教えておくことをあらかじめ行っておくのが望ましい。付着すると痛みを起こす水仙の乳汁を、ほんの少量付けて（流しの前で行うなど、すぐに洗っておくとよい）その痛みを覚えれば、有毒植物は花が綺麗でも触らなくなるはずである。但し猛毒のキョウチクトウ等、ちょっと舐めたり、焚き火に入れて燃やした煙を吸い込むだけで死亡して仕舞う様な、危険な有毒植物も普通に植えられて居るので、それらを毒の痛みの体験に使用するのは行わない様に注意するべきである。